# Бранислав Нушич
Бранислав Нушич (серб. Бранислав Нушић/Branislav Nušić, 20 жовтня 1864, Белград — 19 січня 1938, Белград) — сербський прозаїк, драматург, есеїст, журналіст і дипломат.
У списку «100 найзнаменитіших сербів» Бранислав Нушич займає 71 місце.

## Життєпис
Народився в Белграді в родині арумунів з ім'ям  Алківіад Нуша (арум. Alchiviadi al Nuşa). Його батько торгував зерном, але незабаром після народження дитини втратив свій капітал. Сім'я переїхала в Смедерево, де Нушич провів дитинство. Після досягнення 18 років офіційно змінив ім'я на Бронислав Нушич. Закінчив юридичний факультет в Белграді в 1884 році.
Брав участь у сербсько-болгарській війні 1885 року. Після війни опублікував у газеті «Дневни лист» контраверсійний вірш «Два раби», за який був засуджений на два роки каторги. У вірші висміювалася сербська монархія, і в першу чергу король Милан Обренович.
В 1889 році зайняв державний пост — став чиновником МЗС і був відправлений у консульство в Бітолі, де одружився в 1893 році. На півдні Сербії і в Македонії провів близько десяти років. Його останньою посадою в цьому регіоні було місце віцеконсула в Приштині.

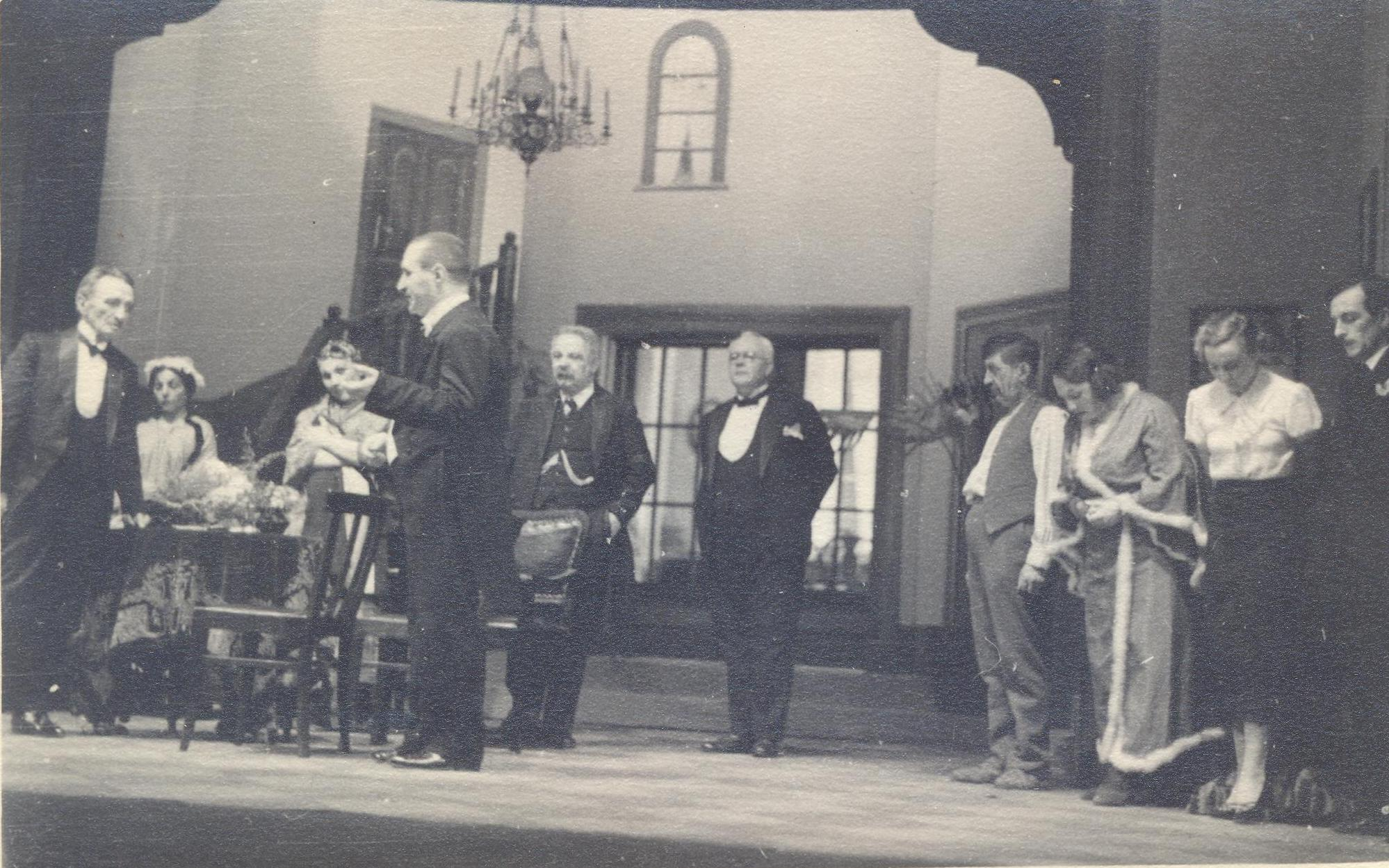
Бранислав Нушич (крайній ліворуч) під час перебування у Болгарії. 1935 рік

В 1900 році призначений секретарем Міністерства освіти і завідувачем літературної частини Національного театру в Белграді. З 1904 році керував Сербським національним театром в Новому Саді. В 1905 році залишив цей пост і переїхав до Белграда, де працював журналістом. Писав під псевдонімом Бен Акиба. В 1912 році повернувся в Бітолу, а в 1913 році заснував театр в Скоп'є, де жив до 1915 року.
Покинув країну разом з армією під час Першої світової війни , до кінця бойових дій жив в Італії, Швейцарії та Франції.
Після війни керував відділом мистецтва Міністерства освіти (до 1923 року), Національним театром у Сараєво . В 1927 році повернувся до Белграда.
10 лютого 1933 року обраний в члени Сербської королівської академії.
Помер 19 січня 1938 року в Белграді.

## Творчість
Протягом більш ніж 50-річного періоду творчості Нушич створив численні сатиричні комедії, які відіграли видатну роль в історії югославської драматургії та театру. Він був насамперед гумористом, імпровізатором комічних ситуацій, проте комічні ефекти в найкращих його творах мали глибоке коріння в реальній дійсності. Дотепність, жарт, анекдот, карикатура були для Нушича формами політичної сатири.

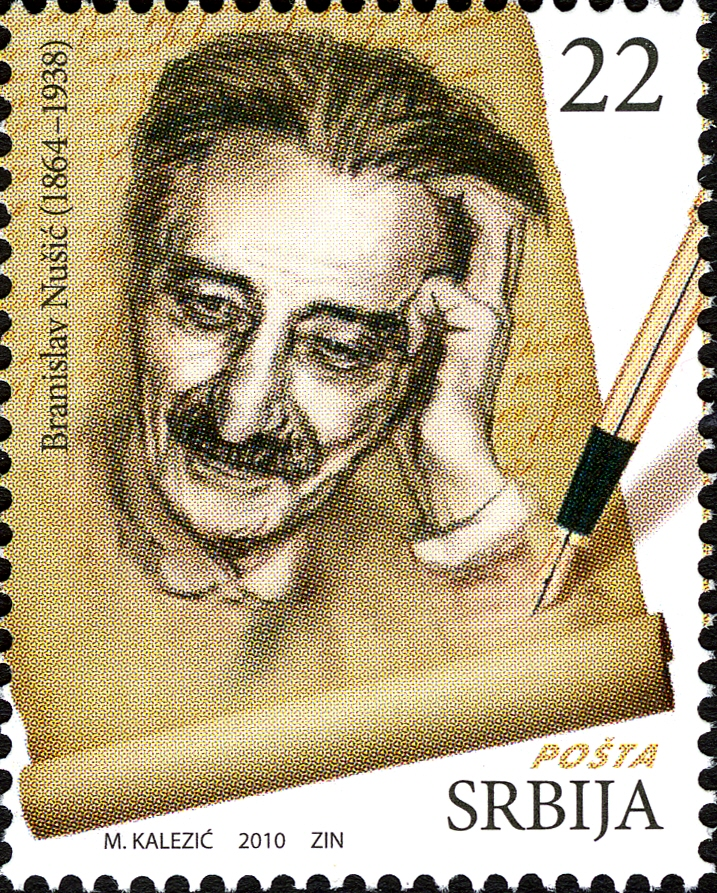
Марка сербської пошти з зображенням Бранислава Нушича з серії «Гіганти сербської літератури». 2010 рік

Талант його складався під впливом сербської народної творчості, реалістичних тенденцій попередньої сербської драматургії (Й. Стерия-Попович, К. Трифкович) та російської літератури, особливо Миколи Гоголя. Нушич писав у передмові до комедії «Підозріла особистість» (серб. «Сумњиво лице»): «Гоголь був кумиром тодішньої молоді… гоголівський „Ревізор“ був найулюбленішим її твором… Всі мої п'єси вісімдесятих років: „Народний депутат“, „Протекція“, а в першу чергу, „ Підозріла особистість“ — написані під великим впливом „Ревізора“»
Творчість Нушича поділяють на три періоди.

### Перший період
У перший (1883—1903) створені сатиричні комедії: «Народний депутат», «Підозріла особистість», «Протекція», «Звичайна людина» (серб. «Обичан човек», 1899) та ін. У них він висміює парламентаризм, фальш виборів депутатів, поліцейський бюрократизм та корупцію влади.

### Другий період
У другій період (1903—1914) в його творчості намітився спад гостросатиричних мотивів. У Белградському театрі з великим успіхом йшла його героїчна драма «Хаджі Лойя» (серб. «Хаџи Лоја», 1908), що стала відгуком на загарбницькі дії Австрії. У цю пору написані комедії «Світло» (1906), «Навколосвітня подорож» (серб. «Пут око света», 1910), драми «Данина кров'ю» (серб. «Данак у крви»), «За спиною у бога» (серб. «Иза божјих леђа») і ін

### Третій період
У третій період (1914—1938) з новою силою розкрився драматургічний талант Нушича. В 1924 році він опублікував гумористичну повість «Автобіографія» (серб. «Аутобиографија»), повну сатиричних натяків на політичні порядки та громадські звичаї Югославії. З кінця 20-х і в 30-і роки Нушич створив цикл комедій, які здивували сучасників сатиричним розмахом, калейдоскопічно різноманітністю, національним колоритом: «Пані міністрова» (серб. «Госпођа министарка», 1929), «Містер Долар» (серб. «Мистер Долар», 1932), «Засмучена родина» (серб. «Ожалошћена породица», 1935), «Д-р» (серб. «Др.», 1936), «Небіжчик» (серб. «Покојник», 1937).
Пізніше творчість Нушича розгорталося в обстановці серйозних соціальних зрушень у повоєнній Сербії. У ці роки драматург знову звернувся до тем, які були предметом сатири в його перших «гоголівських» комедіях. Наступ фашизму в 30-х роках посилив інтерес Нушича до соціальних проблем. Нушич у своїх творах викриває міщанство, обивательську обмеженість, марнославство та честолюбство. Опис вад суспільства в «Пані міністровій» перетворюється на політичну сатиру, близьку за манерою художньому гротеску Михайла Салтикова-Щедріна. У п'єсі «Небіжчик» викриття стає страшним та похмурим. Драматургія Нушича перейшла національні кордони, увійшла до фонду світової літератури.

## Літературні твори

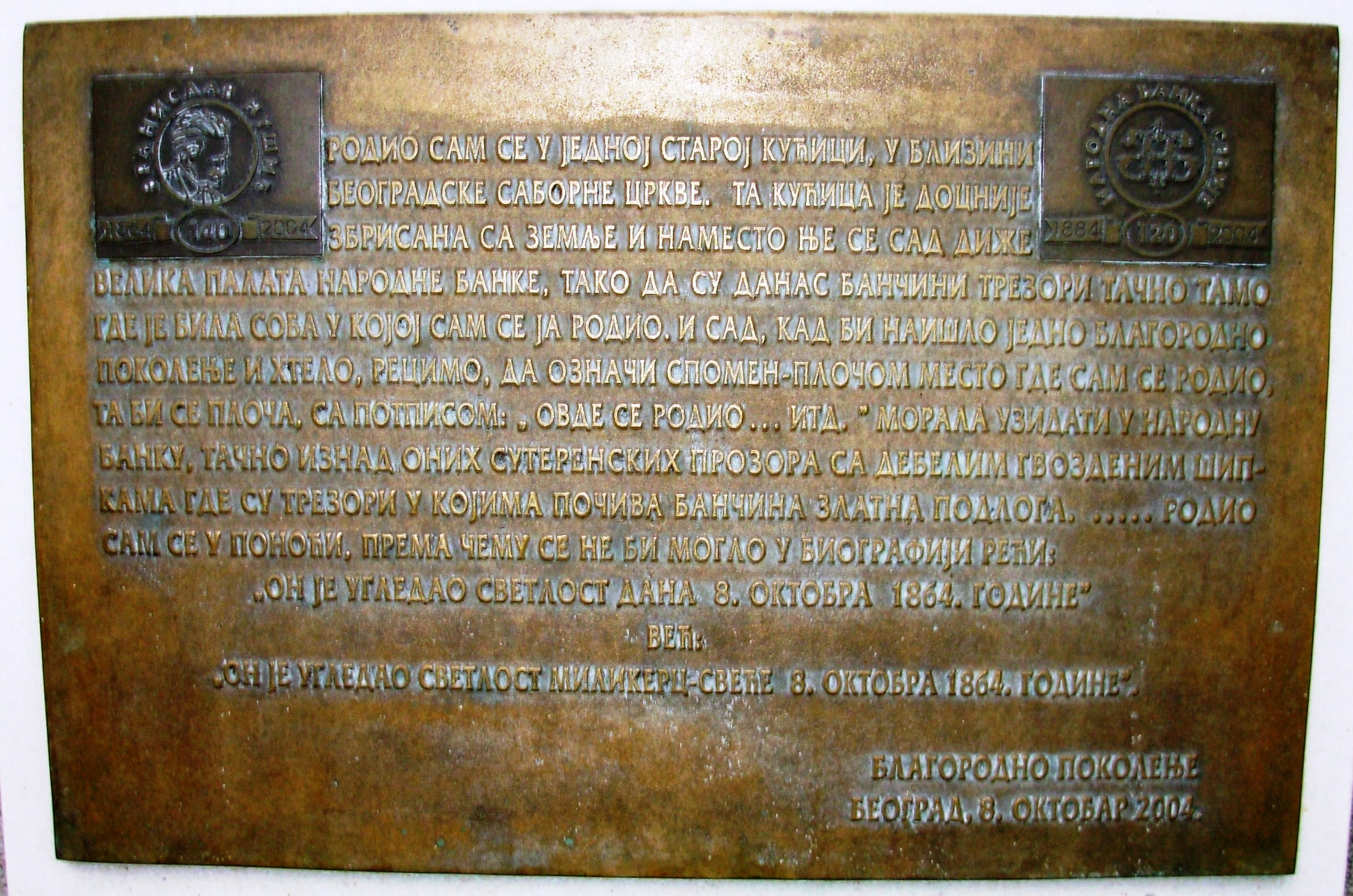
Табличка на будинку, де народився Бранислав Нушич

### Драми

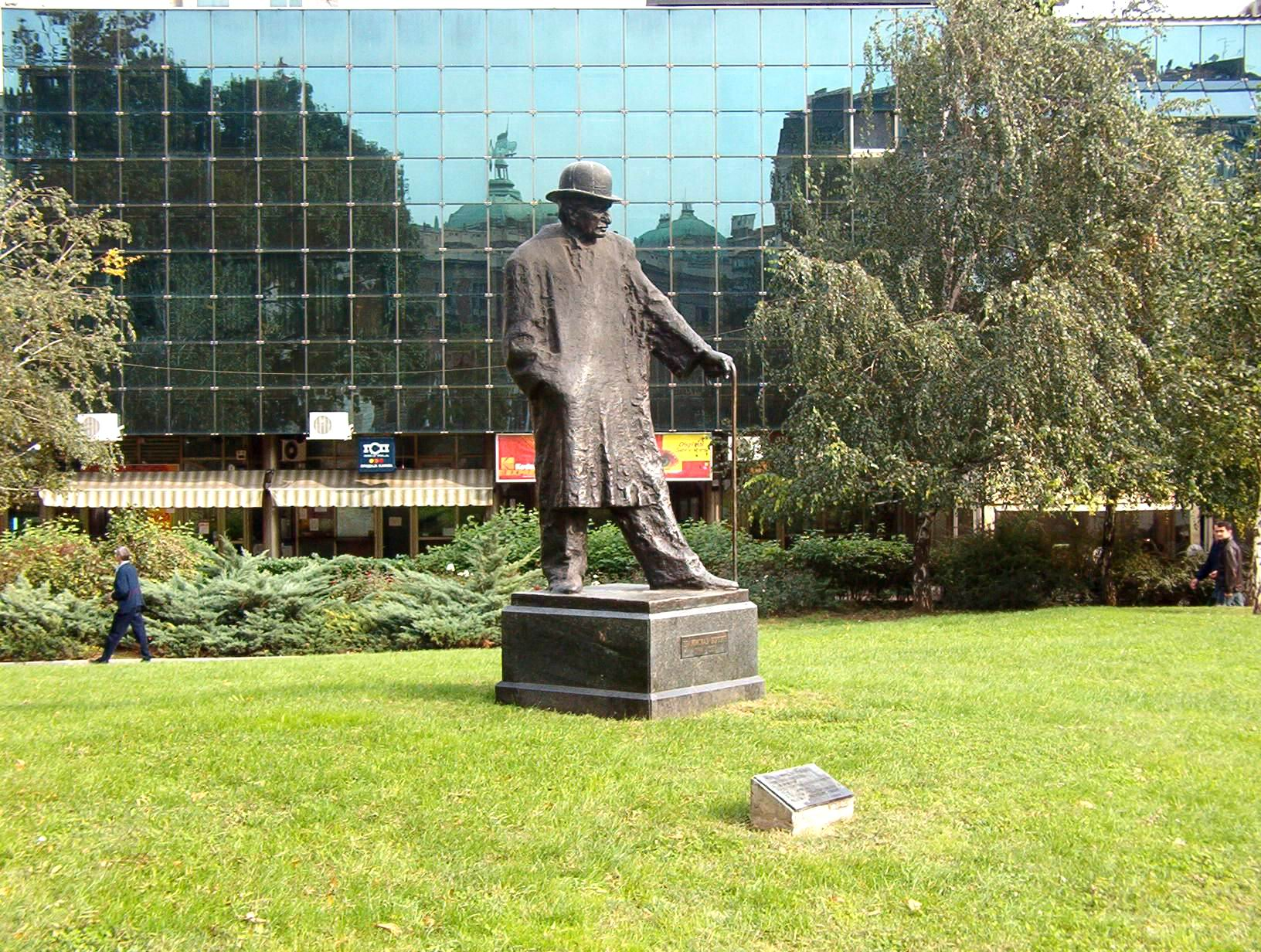
Пам'ятник Нушичу на площі Республіки в Белграді

- «Тако је морало бити»
- «Јесења киша»
- «Иза Божјих леђа»
- «Пучина»
- «Кирија»
- «Аналфабета»

### Комедії
- «Протекција»
- «Свет»
- «Пут око света»
- «Госпођа министарка»
- «Народни посланик»
- «Мистер Долар»
- «Ожалошћена породица»
- «Покојник»
- «Сумњиво лице»
- «Ујеж»
- «Др»
- «Не очајавајте никад!»
- «Власт» (незавершена)
- Ђоле Кермит (незавершена)

### Романи
- «Општинско дете» (у Сараєво видана як «Опћинско дијете»)
- «Хајдуци» (свої спогади з дитинства)
- «Деветстопетнаеста»
- «Аутобиографија»

### Розповіді

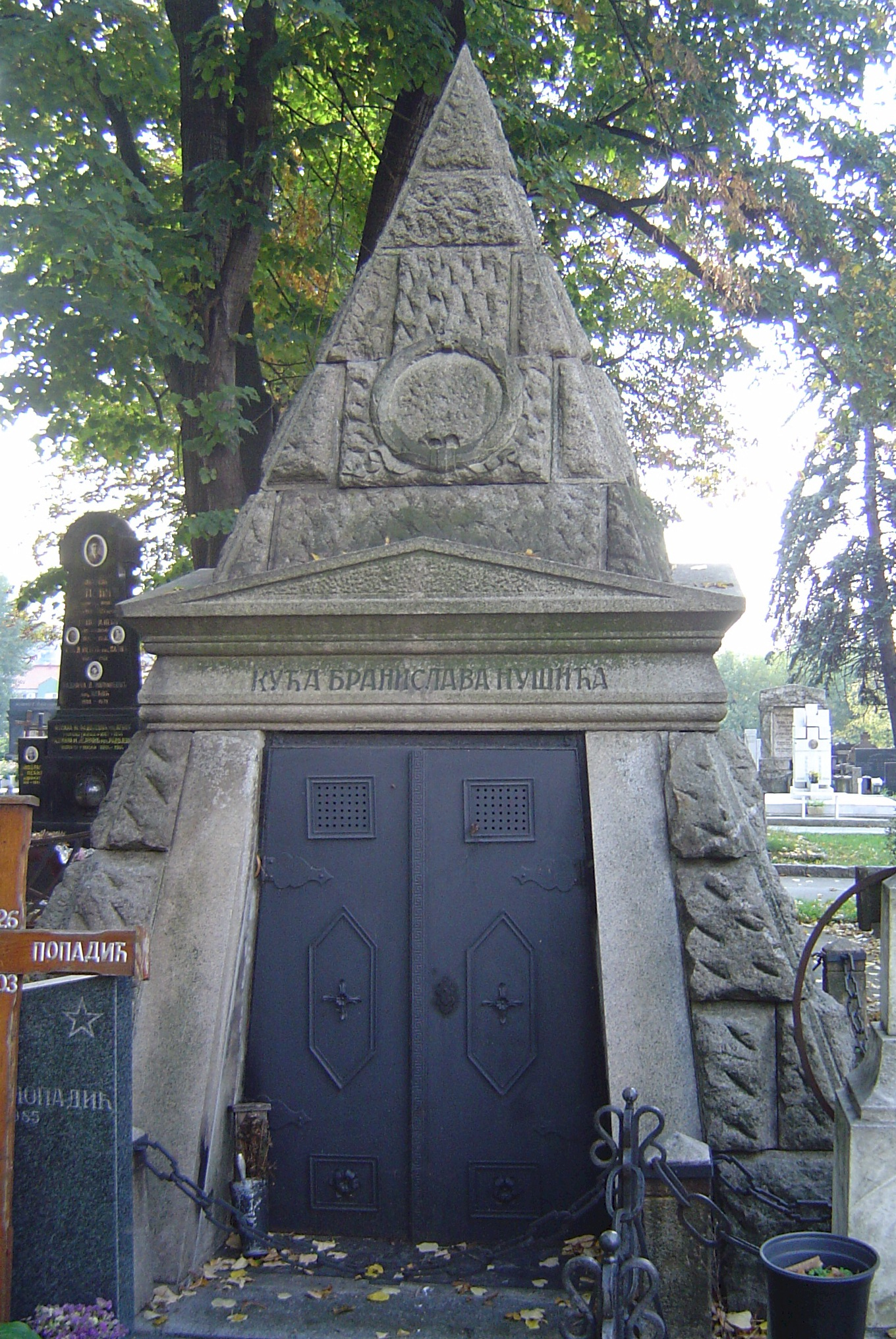
Склеп Нушича на белградському Новому цвинтарі

- «Политички противник»
- «Посмртно слово»
- «Класа»
- «Приповетке једног каплара»

### Трагедії
- «Кнез Иво од Семберије»
- «Хаџи-Лоја»
- «Наход»

### Підручники
- «Реторика»

### Подорожі
- Косово, Опис земље и народа

## Українські переклади
- Нушич Б. Міністерське порося ; пер. Сидір Сакидон. — К. : Дніпро, 1969. — (Зарубіжна сатира і гумор. Вип. 3).
- Нушич Б. Автобіографія. — Перекл. з сербськохорватськ. С. Сакидона. — К.: Дніпро, 1980. — 270 с. (Друге видання перекладу)